# Westfernsehen
Mit Westfernsehen wurden alltagssprachlich im Sprachgebrauch in der DDR die Fernsehprogramme aus der Bundesrepublik Deutschland bezeichnet, die während der deutschen Teilung neben dem DDR-Fernsehen zu empfangen waren. Das Erste und ZDF konnten fast überall (außer im östlichen Sachsen, wo der Begriff „Tal der Ahnungslosen“ geprägt wurde, und dem äußersten Nordosten) empfangen werden, NDR, SFB, hr und BR sowie ab Mitte der 1980er Jahre RTL, Sat.1 und RIAS-TV nur in bestimmten Regionen. Das Vormittagsprogramm der ARD, später gemeinsam mit dem ZDF, wurde von 1961 bis 1980 exklusiv für die DDR gesendet. Im Berliner Raum war noch amerikanisches, britisches und französisches Soldatenfernsehen mit geeigneten oder umgebauten Fernsehempfängern wegen der Verwendung anderer Fernsehnormen und geringer Sendeleistungen meist nur in unmittelbarer Grenznähe empfangbar.

## Bedeutung
Durch das Westfernsehen konnten sich große Teile der Bevölkerung der DDR einen Eindruck über das Leben und die Konsumwelt in Westdeutschland verschaffen. Erst in den 1980er Jahren waren überhaupt Videorekorder und Videokassetten aus dem westlichen Ausland und der Bundesrepublik für DDR-Bürger zugänglich, aber nur begrenzt und ausschließlich über private Kontakte. Die Gründe für den Empfang des Westfernsehens waren für die meisten DDR-Bürger das vergrößerte Fernsehprogrammangebot, interessante Spielfilme, Fernsehserien, Musiksendungen, Unterhaltungsshows sowie Sportübertragungen, die das Fernsehen der DDR nicht übertrug.
Aber auch Nachrichtensendungen im Westfernsehen galten als interessant, da sie die aktuellen Themen von einer anderen Seite betrachteten. Zudem sendete das Westfernsehen auch in der DDR nicht veröffentlichte Meldungen, so über kirchliche und regimekritische Aktivitäten oder auch über geglückte und gescheiterte Fluchten aus der DDR. Es wurde beispielsweise im Mai 1989 eine geglückte (und gefilmte) Flucht im Westfernsehen gezeigt, bei der die Brüder Holger und Ingo Bethke ihren Bruder Egbert Bethke in Ostberlin am Treptower Ehrenmal mit zwei Ultraleichtflugzeugen abholten. Auch über die DDR-Flüchtlinge in Ungarn wurde im Westfernsehen wesentlich ausführlicher berichtet, auch diese Information führte zur Verstärkung der Ausreisewelle über Ungarn.
Während der Wende und friedlichen Revolution traten politische Themen beim Westfernsehempfang stark in den Vordergrund, wie bei den Montagsdemonstrationen in Leipzig und zur Wiedervereinigung Deutschlands.

## DDR-PropagandasendungDer schwarze Kanal

Der Fernsehvorspann der Sendung Der schwarze Kanal

Die Staatsführung der DDR versuchte bis 1989, sich mit Mitteln der Fernsehpropaganda in der Fernsehsendung Der schwarze Kanal politisch-agitatorisch anhand von Sendungsausschnitten mit dem Westfernsehen auseinanderzusetzen. Deshalb waren auch kurze Ausschnitte aus Fernsehsendungen der Bundesrepublik Deutschland in dieser Sendung des DDR-Fernsehens zu sehen.

## Eigeninitiative und Selbstbau von Antennenanlagen

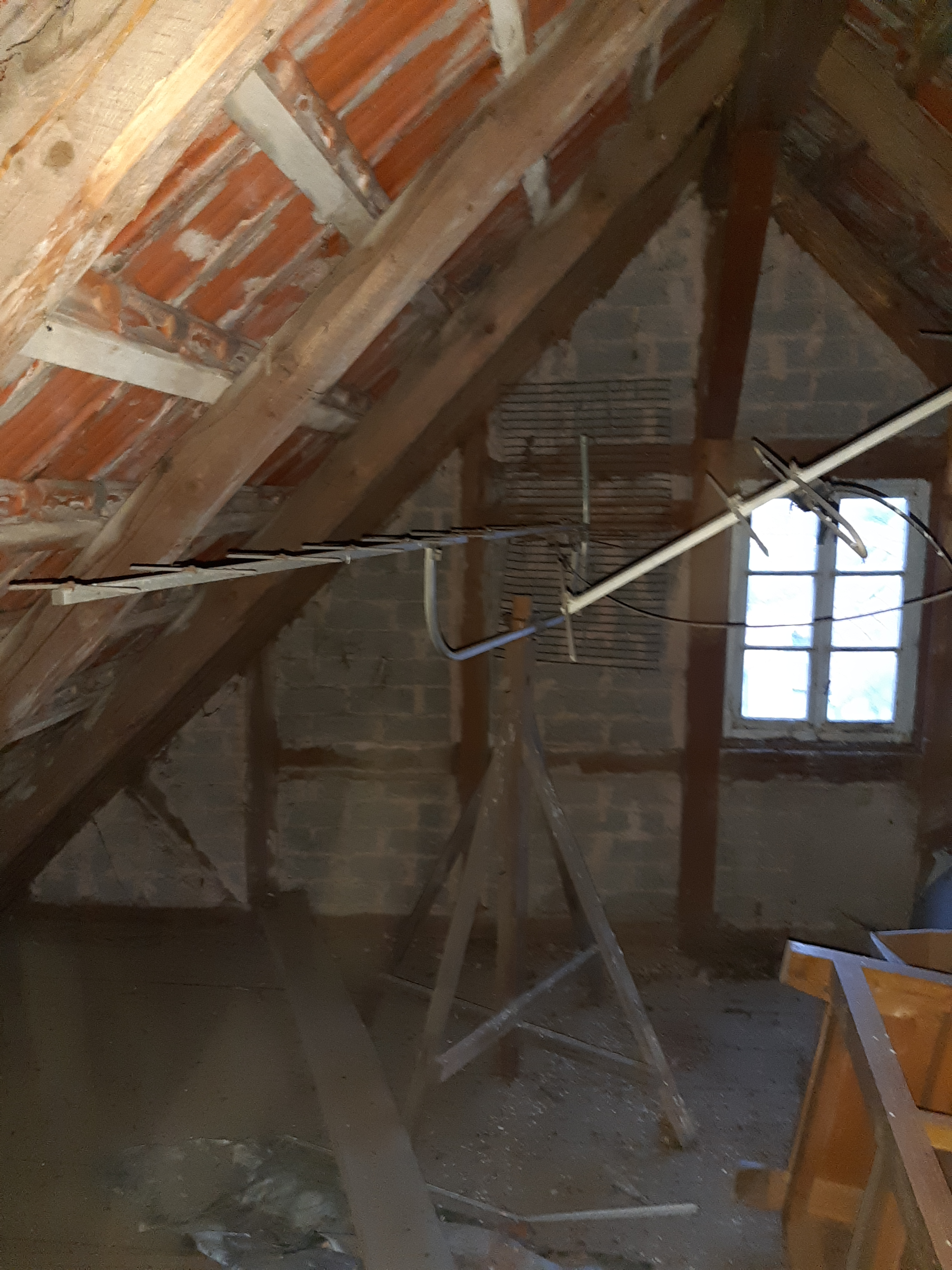
Heimlich auf einem Dachboden errichtete, nach Westen ausgerichtete Antenne

Zum Empfang des Westfernsehens mussten sich interessierte DDR-Bürger häufig in Eigeninitiative geeignete Antennen, Filter, Verstärker und UHF-Konverter beschaffen. Viele selbstgebaute Anlagen belegten das Improvisationsvermögen und technische Können der DDR-Bürger, jedoch besonders das Interesse am Empfang des Westfernsehens. Im Handel der DDR gab es von RFT Zubehör wie etwa Antennenverstärker und Kanalweichen, die sich auch zum Empfang des Westfernsehens eigneten. Bauanleitungen für Antennenverstärker und Fachbücher für den Antennenbau wie das Buch Antennen von Eberhard Spindler oder das Antennenbuch von Karl Rothammel waren frei erhältlich.
Schon 1961 ging in der Bundesrepublik Deutschland das ZDF im UHF-Bereich auf Sendung. Aber erst mit der Einführung des 2. Programms des Deutschen Fernsehfunks zum 20. Jahrestag des Bestehens der DDR am 7. Oktober 1969 kamen auch UHF-Antennen und Antennenverstärker aus den Antennenwerken Bad Blankenburg sowie UHF-Konverter in den Handel der DDR. Zu diesem Zeitpunkt waren schon die Dritten Programme in der Bundesrepublik gestartet. Das Handelssortiment in der DDR war überwiegend für den Empfang des DDR-Fernsehens, das lange Zeit nur bis zum UHF-Kanal 39 genutzt wurde, ausgerichtet.

## Verbote

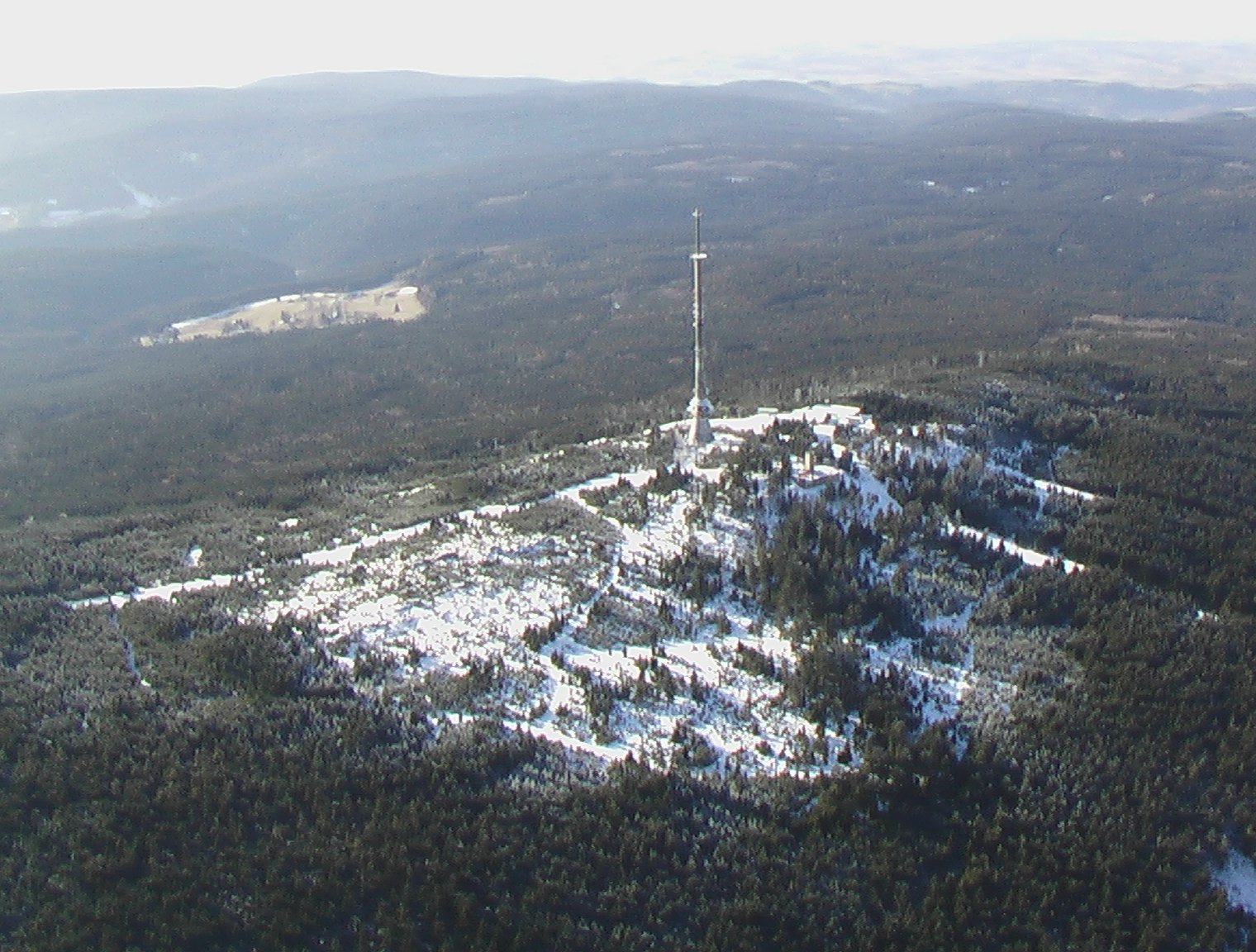
Der Sendeturm Ochsenkopf in Bayern

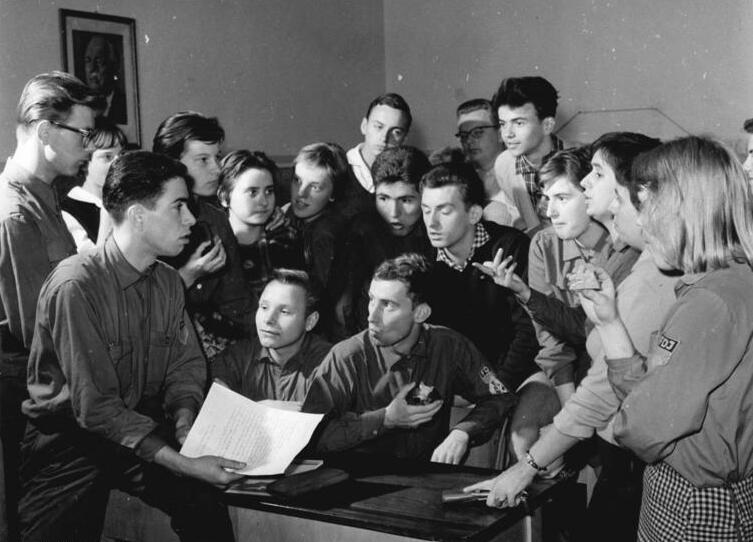
FDJ-ler verfassen einen Aufruf: „Die FDJ-Gruppe will geschlossen den Kampf gegen das Westfernsehen und das Hören von NATO-Rundfunksendern aufnehmen“, Leipzig (1961)

Angehörigen der Staatsorgane der DDR, wie der NVA, dem Ministerium für Staatssicherheit, der Polizei und der Feuerwehr war es bis 1987 untersagt, westliche Fernseh- und Radiosender zu empfangen. In den Fernsehräumen der NVA-Kasernen wurde versucht, dieses Verbot durch die Versiegelung der RFT-Geräte und disziplinarische Konsequenzen durchzusetzen, was jedoch nur teilweise gelang.
Anfang der 1960er Jahre wurde in der „Aktion Ochsenkopf“ die Bevölkerung aufgefordert, Vorrichtungen in den Fernsehgeräten, die Westempfang ermöglichten, zu entfernen und Antennen, die nach Westen gerichtet waren, zu beseitigen. FDJ-Trupps entfernten mitunter eigenmächtig Antennen von Häuserdächern, vereinzelt kam es zu Rangeleien. Die Aktion war nach der westdeutschen Sendeanlage Ochsenkopf nahe der innerdeutschen Grenze benannt. Die Kampagne war von einer großen, staatlich gelenkten Presseberichterstattung und von Denunziationsversuchen seitens der FDJ begleitet. Dennoch scheiterte die Kampagne schon nach wenigen Wochen, weil sich zu viele Bürger in ihren Privatwohnungen der Überwachung entziehen konnten – notfalls durch sogenannte Nachtantennen, die nur zum Fernsehempfang in der Dunkelheit aufgestellt wurden.
Es gab aber trotz solcher Aktionen nie ein gesetzliches Verbot des Westfernsehkonsums. Seit den 1970er Jahren sah die Staatsführung – begleitet von der Entspannungspolitik zwischen der Bundesrepublik und der DDR – das Thema gelassener und nahm ihn hin. Damals sollen laut Umfragen schon 70 Prozent aller Fernsehgerätebesitzer Westfernsehen gesehen haben. Die Handhabung war aber regional und örtlich unterschiedlich.
Ab diesem Zeitpunkt wurde in Regionen mit besonders schwierigen Empfangsverhältnissen sogar die Bildung von lokalen Antennengemeinschaften, einer Vorläuferform des Kabelfernsehens, geduldet. Auch boten oder gestatteten viele kommunale und genossenschaftliche Wohnungsverwaltungen ihren Mietern die Möglichkeit, Westfernsehen zu verfolgen. Der Empfang dieser Sender in staatlichen Einrichtungen wie Wohnheimen und Kasernen blieb weiterhin offiziell untersagt und wurde auch teilweise mit Hilfe von Sperrfiltern oder Siegeln bzw. mit mechanischen Sperren an den Kanalwählern unterbunden. Dort, wo trotzdem ein Empfang möglich war, wurde er jedoch oft stillschweigend bis 1990 geduldet.

## Reichweite und Störsender
In einigen Regionen der DDR konnte Westfernsehen und Radio aufgrund der Beeinträchtigung durch lokale Radio- und Fernsehstationen sowie durch benachbarte TV-Umsetzer, wie auch den Fernmeldeturm Calau schlecht oder gar nicht empfangen werden. Allerdings wurde hier meist auf international koordinierten Frequenzen gesendet. Der Bundesregierung waren 1981 der Antwort auf eine Frage eines Bundestagsabgeordneten zufolge "gezielte Störungen der Rundfunk- und Fernsehprogramme aus der Bundesrepublik Deutschland durch die DDR" nicht bekannt.

### Fernsehempfang

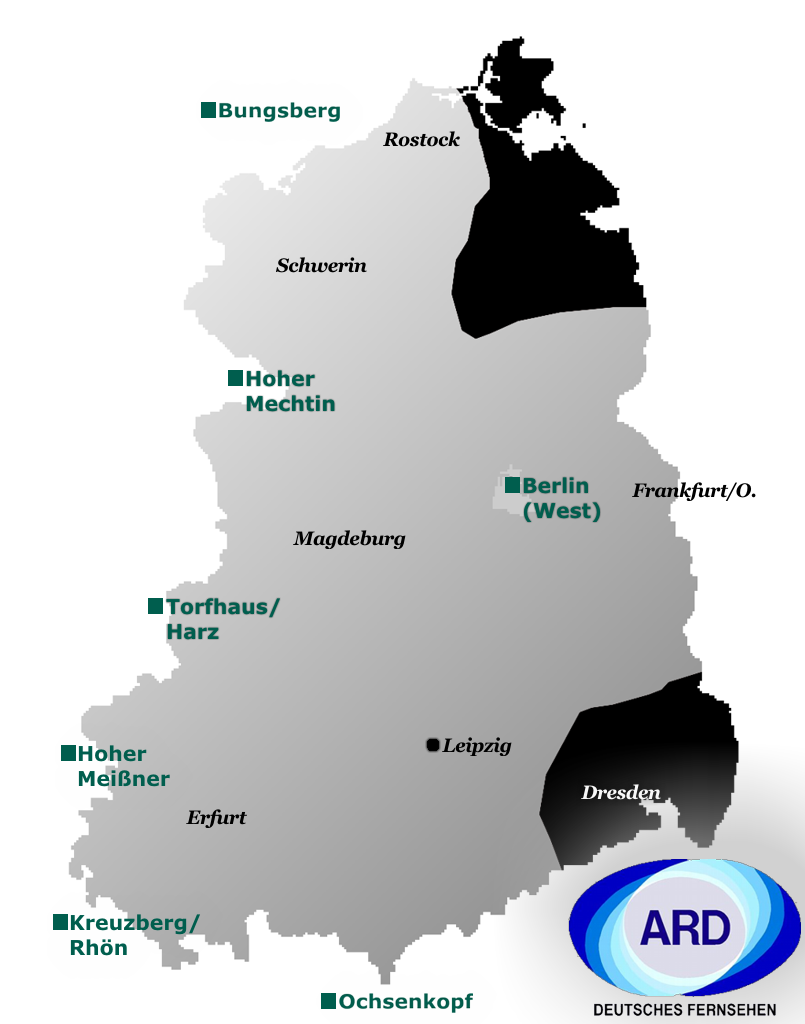
Grobe Darstellung der ARD-Reichweite in das Gebiet der DDR mit Senderstandorten

Dank der topografischen Gegebenheiten war Westfernseh-Empfang im größten Teil der DDR mehr oder weniger gut möglich: ARD und ZDF hatten absichtlich starke Grundnetzsender in Grenznähe positioniert (ebenso wie der DFF in die andere Richtung) und reichten so bis zu 200 Kilometer weit in die DDR hinein. Die Tatsache, dass der Südwesten der DDR wie eine „Halbinsel“ in das Gebiet der Bundesrepublik hineinragte, verhalf diesem zu besonders guten Empfangsbedingungen. Die Sender in West-Berlin füllten durch ihre Lage ebenfalls eine regionale Lücke aus.
In ungünstigen Empfangslagen wurde in der DDR oft ein sehr großer Aufwand für die Antenne, beispielsweise für die sogenannte Ochsenkopfantenne, betrieben, was die Reichweite des Westfernsehens zusätzlich vergrößerte.
Nur im Nordosten und Südosten, mit Ausnahme weniger Ortslagen, war kein durchgehender terrestrischer Empfang mehr möglich. Die große Entfernung sowohl von der westdeutschen Grenze als auch von Berlin und die besonders in Dresden ungünstige Tallage verhinderten oft den Empfang. Der Fernsehempfang aus Westdeutschland wurde nie aktiv von Seiten der DDR technisch gestört. Der Fernsehempfang in Schwarz-Weiß war in den 1960er Jahren nach der Umstellung des DDR-Fernsehens auf das westeuropäische CCIR-System mit handelsüblichen Fernsehgeräten problemlos möglich. Viele moderne Farbfernsehgeräte von RFT waren schon ab Werk mit einem zusätzlichen, in der Bundesrepublik üblichen PAL-Farbfernsehsystem-Decoder im Einzelhandel der DDR frei erhältlich, auch eine nachträgliche Erweiterung auf das PAL-System war oft technisch problemlos möglich.

### Hörfunkempfang
Auf Mittelwelle konnte man das Westradio an den meisten Orten in der DDR bei günstigen Bedingungen, oft aber erst nach dem Einbruch der Dunkelheit, gut empfangen, z. B.
in Sachsen den Bayerischen Rundfunk, der mit bis zu 600 kW aus Ismaning auf 801 kHz sendete, und in Vorpommern den Norddeutschen Rundfunk, der auf 972 kHz mit 300 kW aus Hamburg sendete. Dann war auch der Empfang von Radio Luxemburg und der Europawelle Saar (SR1) möglich. Die Deutsche Welle ließ sich auf Kurzwelle in der gesamten DDR empfangen.
Auch die Langwellensender des Deutschlandfunks stellten ein leistungsfähiges Instrumentarium dar, um in der gesamten DDR und auch in Ländern Osteuropas an Informationen aus westlichen Quellen zu gelangen. Der Empfang war im gesamten Gebiet der DDR prinzipiell ganztags möglich.
Aktive technische Störmaßnahmen der DDR, die sich direkt gegen den Empfang von Westprogrammen richteten, sind für zwei Programme bekannt. Die Mittelwellenfrequenzen des RIAS wurden bis Ende der 1970er Jahre gestört, dies betraf nicht die UKW-Ausstrahlung. Mit dem Inkrafttreten eines neuen internationalen Frequenzplans für den Mittelwellenbereich endeten die Störungen.
Der UKW-Rundfunkempfang war auf Grund der ähnlichen physikalischen Ausbreitungsbedingungen in der Regel auch dort möglich, wo Fernsehsender der ARD empfangen werden konnten. Häufig war die Reichweite der UKW-Radiosender etwas größer als die der Fernsehsender von der ARD.
Im Frühjahr 1988 wurde die von Ost-Berliner Oppositionellen produzierte Sendung Radio Glasnost beim West-Berliner Sender Radio 100 (Frequenz: 103,4 MHz) durch zwölf Störsender in Ost-Berlin und Potsdam gestört.
In der Wendezeit (1989) wurde das Programm des West-Berliner Senders Hundert,6 auf UKW durch einen im Berliner Fernsehturm aufgebauten Sender gestört. Diese Störungen waren auffällig, da sie nur auf Wortbeiträge Anwendung fanden, der Fernsehsender RIAS-TV informierte darüber. Der Empfang in Teilen von West-Berlin war auch gestört. Ironischerweise wurde nach der Wende das reguläre Programm von Hundert,6 über die von der DDR zum Stören eingesetzte Sendeanlage ausgestrahlt.

## Antennengemeinschaften und private Kabelnetze
Rechtlich waren der Satellitendirektempfang und Antennengemeinschaften in der DDR in der Rechtsform einer Bürgergemeinschaft erlaubt. Wie Großgemeinschaftsantennenanlagen waren sie zwar genehmigungspflichtig, die Genehmigung war aber im Regelfall problemlos zu bekommen. Mit privat importierten Satellitenschüsseln entstanden zum Ende der 1980er Jahre in Regionen ohne Westfernsehen von Initiativen gebaute Kabelnetze. Die Netze wurden geduldet, später sogar indirekt gefördert, indem Neubaugebiete schon in der Bauphase verkabelt wurden. Auch bestehende kommunale Wohnungen in den Innenstädten wurden mit einem Gemeinschaftsantennenanschluss aufgewertet.
In die Kabelnetze wurden Programme wie 3sat oder die gerade entstandenen Privatsender RTL, Sat.1, Tele 5 und der Bezahlsender Teleclub eingespeist. ARD, ZDF und die Mehrzahl der Dritten Programme waren zur damaligen Zeit jedoch noch nicht per Satellit verfügbar. Vereinzelt wurden deshalb aufwendige Antennenanlagen an besonders günstigen Orten aufgestellt, um diese Programme von dort in die Kabelnetze einspeisen zu können.
Einige dieser Anlagen werden heute noch als Kabelfernsehen von den Nachfolgern der damaligen Betreiber weiterbetrieben. Andere Anlagen verschwanden nach der deutschen Wiedervereinigung und der Einführung des Kabelfernsehens durch die Deutsche Bundespost.

## Wichtige Senderstandorte in der Bundesrepublik
Wichtige Grundnetzsender waren von Nord nach Süd:
- Bungsberg (ARD/ZDF/Nord III)
- Dannenberg (ARD)/Höhbeck (ZDF/Nord III)
- Torfhaus (ARD/ZDF/Nord III)
- Hoher Meißner (ARD/ZDF/Hessen 3)
- Kreuzberg (Rhön) (ARD)/Heidelstein (ZDF/Bayerisches FS/Hessen 3)
- Ochsenkopf (ARD)/Großer Waldstein (ZDF/Bayerisches Fernsehen)

sowie die Sendeanlagen Scholzplatz (ARD) und Schäferberg (ZDF/Nord III) in West-Berlin.

## Radio- und Fernsehsender aus Polen und der ČSSR
Die Volksrepublik Polen und die Tschechoslowakei hatten das Fernsehen und den UKW-Rundfunk nach der OIRT-Norm. Deshalb war es nicht möglich, mit handelsüblichen UKW-Radioempfängern aus der DDR den UKW-Rundfunk im OIRT-Band zu empfangen. Beim Fernsehen konnte der Ton nur mit besonderen OIRT/CCIR Zweinormempfängern, wie dem in der DDR von Robotron produzierten Combi-Vision, einem tragbareren Schwarz-weiß-Fernseher, empfangen werden. Jedoch war das allgemeine Interesse am Empfang dieser Sender recht gering.
In einigen Gegenden wirkten diese Fernsehsender jedoch unbeabsichtigt auch als lokale Störsender, da diese auch auf gleichen oder benachbarten Frequenzen sendeten und damit den Empfang des Westfernsehens beeinträchtigten. Häufig wurde in diesen Fällen versucht, mit Richtantennen und Sperrfiltern (der sogenannten Tschechenfalle) den Empfang dieser störenden Sender zu unterdrücken.

## Radio- und Fernsehsender der Alliierten
In und um Berlin konnten die Radio- und Fernsehsender der alliierten Streitkräfte empfangen werden, die jedoch, wegen geringerer Sendeleistungen, nur eine sehr begrenzte Reichweite hatten. Aus den entsprechenden Westsektoren Berlins wurden die Fernsehsender AFN (US), BFBS (britisch) und France 2 (französisch) ausgestrahlt.
Wegen der verwendeten abweichenden Fernsehnormen bei AFN (NTSC) und BFBS (PAL I) war eine Wiedergabe dieser Sendungen auf in der DDR üblicherweise verwendeten Fernsehempfängern nur eingeschränkt möglich. Jedoch wurde der Sender France 2 nicht in der französischen Norm Secam L, sondern im in der DDR üblichen Secam-B/G-Verfahren ausgestrahlt, so dass dieser sowohl auf in der DDR als auch in West-Berlin verwendeten Empfangsgeräten gesehen werden konnte.
Auch der Sender der sowjetischen Streitkräfte, der eine Übernahme des ersten Fernsehprogramms aus Moskau darstellte und von diversen Standorten innerhalb der DDR ausgestrahlt wurde, verwendete den Secam-B/G-Standard (anstelle des in Osteuropa üblichen Secam D/K) und konnte somit in der DDR und West-Berlin gesehen werden.
Des Weiteren gab es diverse Rundfunkprogramme der Alliierten auf UKW und Mittelwelle. Neben AFN und BFBS war der englischsprachige BBC Worldservice mit einem eigenen UKW-Sender in Berlin vertreten. Auch die Sender des RIAS waren Programme der US-Alliierten.